# Atanasoff Nunatak
Atanasoff Nunatak är en bergstopp i östra änden av Bowles Ridge på Sydshetlandsöarna i Antarktis. Argentina, Chile och Storbritannien gör anspråk på området. Toppen på Atanasoff Nunatak är 550 meter över havet. Närmaste befolkade plats är forskningsstationen St. Kliment Ohridski, 12,0 kilometer väster om Atanasoff Nunatak.
Atanasoff Nunatak uppkallades efter den bulgarisk-amerikanske fysikern John Vincent Atanasoff, som uppfann den första riktiga elektroniska datorn.